# Латышские полицейские батальоны
Латышские полицейские батальоны (нем. Schutzmannschafts-Bataillone; латыш. Latviešu policijas bataljoni) — военные единицы, сформированные военными оккупационными учреждениями из местных жителей во время Второй мировой войны на территории оккупированной Латвии. Латышские полицейские батальоны были сформированы из вспомогательной полиции Латвии, бывших айзсаргов, добровольцев, а также в результате мобилизации. Состав батальонов насчитывал от 500 до 550 человек.

## Предыстория
По мере отступления Красной Армии из Латвии здесь начали создаваться отряды самообороны из бывших айзсаргов, антисемитски настроенных членов студенческих корпораций, дезертиров 24-го латышского стрелкового корпуса Красной Армии, сформированного в своё время из военнослужащих и частей Латвийской армии. Первоначальной целью их создания была защита местных жителей от мародёрства, однако с первых дней эти отряды начали экзекуции против отступающих бойцов Красной Армии, местных советских активистов и евреев.
В начале июля 1941 года была организована команда Арайса — отряд самообороны, ставшим затем подразделением латышской вспомогательной полиции (нем. Lettische Hilfspolizei). Эта зондеркоманда — самое известное подразделение, причастное к Холокосту в Латвии и затем участвовавшее в карательных операциях за её пределами — например, «Зимнее волшебство» в Белоруссии и России. После войны в Советском Союзе были задержаны и осуждены 344 бывших члена команды Арайса.
3 июля 1941 года Волдемаром Вейсом в Риге был создан первый отряд самообороны, который с 20 июля был преобразован немецким командованием во вспомогательную полицейскую часть. Впоследствии из 240 военнослужащих и айзсаргов были организованы шесть полицейских округов, которые формально подчинялись вспомогательной полиции порядка, но напрямую ими руководила CД — Служба безопасности.

## Формирование батальонов

21 октября 1941 года. Подразделение латышских добровольцев перед отправкой на фронт. Рига, у здания Художественного музея

В формировании латышских полицейских батальонов активное участие принимал бывший начальник отдела организации мобилизации Латвийской армии Волдемар Вейс.
В сентябре 1941 года был сформирован 16-й Земгальский полицейский батальон. 20 октября он был отправлен в Вильнюс для проведения полицейских операций по отлову подозрительных лиц и реквизициям скота у местного населения. Латыши не хотели обижать литовцев, поэтому результат этой акции был ничтожным.
В декабре 1941 года воевать за пределы Латвии отправился 17-й Видземский батальон, в марте 1942-го — 21-й Лиепайский батальон. Оба они попали на Ленинградский фронт вместе с 19-м Латгальским и 24-м Талсинским батальоном. Всего до конца 1941 года были сформированы пять латышских полицейских батальонов.
11 февраля 1942 года верховный руководитель СС и полиции Остланда Фридрих Еккельн выступил с призывом, ознаменовавшим начало большой вербовочной акции в латышские батальоны, в результате которой до 1 июля были сформированы ещё 16 батальонов. Призыву помогла холодная и голодная зима 1941—1942 года, когда норма выдачи хлеба жителям Латвии была сокращена до 250 граммов в день, дрова могли получить только те, кто работал, а работы не было. В рекламной кампании батальонов подчёркивалось: на службе ты будешь сыт. Это привлекло многих молодых мужчин записаться в полицейские, тем более, что при вербовке никто не говорил, что придётся проводить карательные акции и участвовать в расстрелах.
Одной из самых кровавых акций латышских полицейских батальонов стало участие в карательной операции «Зимнее волшебство» на территории Белоруссии. Согласно опубликованным отчетам командования батальонов № 276, 277, 278 и 279, с 16 февраля по 24 марта 1943 года включительно эти подразделения самостоятельно расстреляли в Белоруссии 875 «бандитов и их пособников», передали СД 1389 человек. При этом в бою было убито 77 партизан и 9 захвачено в плен. Таким образом, на одного обнаруженного вооруженного человека приходится 25 уничтоженных и арестованных мирных жителей. Кроме того, каратели из Латвии сожгли дотла 107 деревень и 6 хуторов.
1 августа 1943 года, путем объединения четырёх батальонов — 277, 278, 312 и 276-го, был образован 1-й Латвийский добровольческий полицейский полк «Рига». В начале ноября полк участвовал в Невельской наступательной операции. В марте 1944 года полк был отправлен в Латвию для отдыха и восстановления. За проявленную в зимних боях храбрость его личный состав получил право носить нарукавные ленты с наименованием полка.
До конца 1943 года были сформированы 45 латышских батальонов. Общая их численность оценивалась в 15 тысяч человек. В задачу батальонов была поставлена охрана тыла, борьба с партизанами на территорию Украины и Белоруссии. Часть этих формирований действовала на фронте в полосе группы армий «Север».
В апреле-мае 1944 года подразделения латышских полицейских батальонов привлекались к масштабной антипартизанской карательной операции «Весенний праздник» по разгрому партизанских бригад в Полоцко-Лепельской партизанской зоне Белоруссии.
В первой половине 1943 года шесть батальонов (16, 18, 19, 21, 24, 26) были объединены в 19-ю гренадерскую дивизию СС. 1 августа 1943 года четыре батальона (277, 278, 276, 281-A) были объединены в 1-й Рижский полицейский полк (Lettisches Freiwilligen Polizei Regiment 1 Riga). В феврале 1944 года были сформированы ещё 2 полка, — 2-й Лиепайский из 22, 25, 282-A и 280-B батальона и 3-й Цесиский полицейский полк из 317-F, 318-F и 321-F батальона.
В латышских полицейских батальонах в 1943 году служили 9710 мужчин, в 1944 году — 12 186.

## Перечень батальонов
- 16-й Земгальский батальон[латыш.] (до 5.01.1942 — 1-й Отдельный батальон караульной службы), 4.09.1941— 8.2. 1943.
- 17-й Видземский батальон, 21.12.1941 — май 1943.
- 18-й Курземский батальон (до 5 января 1942 — 1-й Рижский батальон караульной службы), 4.9.1941 — май 1943.
- 19-й Латгальский батальон[латыш.], 5.1.1942 — 8.2.1943.
- 20-й Рижский батальон (до 5 января 1942 — 3-й Рижский батальон караульной службы), сентябрь 1941 — 19.11.1944.
- 21-й Лиепайский батальон[латыш.], 25.2. 1942 — 8.2.1943.
- 22-й Даугавский батальон[латыш.], 25.2.1942 — 7.2.1944.
- 23-й Гауйский батальон[латыш.], 23.2.1942 — май 1945, участвовал в карательных операциях на Украине с мая 1942 года[11], привлекался к уничтожению жителей в российско-белорусской приграничной с Латвией полосе и в районе Пыталово-Абрене (Псковская область)[12].
- 24-й Талсинский батальон[латыш.] (до июня 1942 — 24-й Вентский), 1.3.1942 — 18.4.1943.
- 25-й Абавский батальон, март 1942 — февраль 1944.
- 26-й Тукумский батальон[латыш.], 6.3.1942 — 18.4.1943.
- 27-й Буртниекский батальон[латыш.], март 1942 — февраль 1943, участвовал в карательных операциях в Брестском районе Белоруссии и на Украине с мая 1942 года. Был разгромлен на Украине и остатки части присоединены к 23-му батальону[11][12].
- 28-й Бартский батальон, февраль 1942 — 15.7.1943.
- 266-й Резекненский батальон[латыш.] (до 18.5. 1942 — 16E), 21.3.1942 — октябрь 1944.
- 267-й Резнаский батальон[латыш.] (до 18.5. 1942 — 17E), март 1942 — весна 1945.
- 268-й Эргльский батальон[латыш.], март 1942 — февраль 1944.
- 269-й Таможенный (охранный) пограничный батальон[латыш.], май 1942 — май 1945.
- 270-й Абренский сапёрный батальон[латыш.], май 1942 — май 1945.
- 271-й Айзпутский батальон[латыш.], участвовал в карательной операции «Зимнее волшебство» в Белоруссии[13].
- 271-й Валмиерский батальон[латыш.], 15.1.1943 — октябрь 1944.
- 272-й Даугавгривский батальон[латыш.], 1.7.1942 — февраль 1943.
- 273-й Лудзенский батальон[латыш.], июль 1942 — июль 1943, участвовал в карательной операции «Зимнее волшебство» в Белоруссии.
- 274-й латышский полицейский батальон[латыш.], 1.10.1942 — сентябрь 1944.
- 275-й латышский полицейский батальон[латыш.], 16.10.1942 — февраль 1944.
- 276-й Кулдигский батальон[латыш.], 7.12.1942 — август 1943, участвовал в карательной операции «Зимнее волшебство» в Белоруссии[14].

Памятник защитникам Бауски

- 277-й Сигулдский батальон[латыш.], 11.12.1942 — август 1943, участвовал в карательной операции «Зимнее волшебство» в Белоруссии.
- 278-й Добельский батальон[латыш.], 7.12.1942 — август 1943, участвовал в карательной операции «Зимнее волшебство» в Белоруссии.
- 279-й Цесисский батальон[латыш.], 4.1.1943 — апрель того же года, участвовал в карательной операции «Зимнее волшебство» в Белоруссии.
- 280-й Болдерайский батальон[латыш.], 23.1.1943 — апрель того же года, участвовал в карательной операции «Зимнее волшебство» в Белоруссии.
- 280A латышский полицейский батальон[латыш.], май—август 1943.
- 281-й Абренский батальон[латыш.], 23.1.1943 — апрель того же года, участвовал в карательной операции «Зимнее волшебство» в Белоруссии.
- 281A латышский полицейский батальон[латыш.], май—август 1943.
- 282-й Вентский батальон[латыш.], март-июль 1943, участвовал в карательной операции «Зимнее волшебство» в Белоруссии.
- 282A латышский полицейский батальон[латыш.], август 1943 — февраль 1944.
- 280B латышский полицейский батальон[латыш.], август 1943 — февраль 1944.
- 317F латышский полицейский батальон[латыш.], 18.10.1943 — февраль 1944.
- 318F латышский полицейский батальон[латыш.], 25.10.1943 — февраль 1944.
- 319F латышский полицейский батальон[латыш.], 25.10.1943 — май 1945. С ноября 1943 года по март 1944-го привлекался к массовым убийствам мирного населения в районе Себежа, причастен к угону женщин и детей на принудительный труд на территорию Латвии[12].
- 320W латышский полицейский (охранный) батальон[латыш.], 21.12.1943 — 20.9.1944.
- 321F латышский полицейский батальон[латыш.], 22.12.1943 — февраль 1944.
- 322F латышский полицейский батальон[латыш.], 23.7.1944 — май 1945.

## Память
14 сентября 2012 года в городе Бауске был открыт памятник его защитникам, которые в 1944 году воевали против наступающей Красной армии. В числе этих защитников были бойцы 23-го и 319-го батальонов, ранее участвовавшие в карательных операциях, что вызвало резкую реакцию со стороны официальных лиц России и Беларуси.